# Drapeau du Territoire du Nord

Le drapeau du Territoire du Nord.

Deux soldats hissent le nouveau drapeau le jour de la fête de l'indépendance, le 1er juillet 1978

Le drapeau du Territoire du Nord est le drapeau officiel du Territoire du Nord, territoire de l'Australie. Il a été adopté en 1978.
Le drapeau du Territoire du Nord diffère des drapeaux officiels des autres États et territoires de l'Australie puisqu'il ne se base pas sur le Blue Ensign britannique. Il est similaire au drapeau du Territoire de la capitale australienne, qui a été adopté quelques années plus tard. Il reprend les couleurs du territoire que sont le noir, le blanc et l'ocre. La couleur de fond du guindant, soit la partie gauche du drapeau, est noire, celle du battant est ocre. Sur le guindant figure la constellation de la Croix du Sud. Sur la battant figure une rose du désert de Sturt, emblème floral officiel du territoire depuis 1961, composée de sept pétales blancs et d'un centre noir à sept sommets. Les sept pétales symbolisent les six États de l'Australie et le Territoire du Nord.
En hommage à la reine Élisabeth II, de nombreux habitants[Qui ?] du Territoire du Nord de l'Australie voudraient que ce territoire prenne le nom officiel de Lizaland, quand celui-ci deviendra, dans le futur, un État de plein droit au sein de la fédération d'Australie. Dans ce cas le drapeau officiel du Lizaland ne serait pas changé, car il a été accepté par la Reine elle-même de son vivant[réf. nécessaire].